# Nordische Junioren-Skiweltmeisterschaften 2006
Die 29. Nordischen Junioren-Skiweltmeisterschaften und die in diesem Rahmen ausgetragenen 1. U23-Langlauf-Weltmeisterschaften fanden vom 31. Januar bis zum 5. Februar 2006 in Kranj statt. Die Wettbewerbe im Skispringen und in der Nordischen Kombination wurden auf der Bauhenk ausgetragen,

## Medaillenspiegel

### Medaillenspiegel U23
| Platz  | Land        |   |   |   |    |
| ------ | ----------- | - | - | - | -- |
| 1      | Polen       | 2 | 0 | 0 | 2  |
| 2      | Russland    | 1 | 5 | 3 | 9  |
| 3      | Deutschland | 1 | 1 | 2 | 4  |
| 4      | Österreich  | 1 | 0 | 0 | 1  |
| 4      | Norwegen    | 1 | 0 | 0 | 1  |
| 6      | Schweden    | 0 | 0 | 1 | 1  |
| Gesamt | Gesamt      | 6 | 6 | 6 | 18 |

### Medaillenspiegel Junioren
| Platz  | Land        |    |    |    |    |
| ------ | ----------- | -- | -- | -- | -- |
| 1      | Norwegen    | 7  | 1  | 2  | 10 |
| 2      | Deutschland | 3  | 2  | 0  | 5  |
| 3      | Österreich  | 2  | 1  | 0  | 3  |
| 4      | Schweden    | 1  | 1  | 1  | 3  |
| 5      | Frankreich  | 1  | 0  | 0  | 1  |
| 6      | Russland    | 0  | 3  | 2  | 5  |
| 7      | Tschechien  | 0  | 2  | 5  | 7  |
| 8      | Slowenien   | 0  | 2  | 0  | 2  |
| 9      | Japan       | 0  | 1  | 1  | 2  |
| 10     | Kanada      | 0  | 1  | 0  | 1  |
| 11     | Italien     | 0  | 0  | 2  | 2  |
| 12     | Schweiz     | 0  | 0  | 1  | 1  |
| Gesamt | Gesamt      | 14 | 14 | 14 | 42 |

## Skilanglauf U23 Männer

### Sprint Freistil
| Platz | Sportler              | Land        |
| ----- | --------------------- | ----------- |
| 1     | Harald Wurm           | Österreich  |
| 2     | Josef Wenzl           | Deutschland |
| 3     | Marcus Hellner        | Schweden    |
| 4     | Øystein Pettersen     | Norwegen    |
| 5     | Michail Dewjatjarow   | Russland    |
| 6     | Sylvain Fanjas Claret | Frankreich  |
| 7     | Emil Jönsson          | Schweden    |
| 8     | Robin Bryntesson      | Schweden    |

Datum: 31. Januar 2006

Es waren 77 Teilnehmer am Start.

Weitere Teilnehmer aus deutschsprachigen Ländern:

 Martin Stockinger: 9. Platz

 Lars Hänel: 30. Platz

 Erik Hänel: 34. Platz

 Alexander Kanzian: 39. Platz

 Roman Lischer: 51. Platz

### 15 km klassisch
| Platz | Sportler          | Land        | Zeit (min) |
| ----- | ----------------- | ----------- | ---------- |
| 1     | Franz Göring      | Deutschland | 38:23,9    |
| 2     | Maxim Bulgakow    | Russland    | 39:09,0    |
| 3     | Alexander Legkow  | Russland    | 39:15,5    |
| 4     | Chris Jespersen   | Norwegen    | 39:24,7    |
| 5     | Toni Livers       | Schweiz     | 39:48,1    |
| 6     | Nikolai Fokin     | Russland    | 40:01,6    |
| 7     | Giovanni Gullo    | Italien     | 40:04,8    |
| 8     | Øystein Pettersen | Norwegen    | 40:08,3    |
| 9     | Toni Närvaeinen   | Finnland    | 40:09,7    |
| 10    | Luca Orlandi      | Italien     | 40:14,1    |

Datum: 2. Februar 2006

Es waren 75 Teilnehmer am Start.

Weitere Teilnehmer aus deutschsprachigen Ländern:

 Stefan Kirchner: 11. Platz

 Curdin Perl: 12. Platz

 Matthias Beck: 17. Platz

 Manuel Hirner: 21. Platz

 Johann Eder: 22. Platz

 Lukas Hechl: 27. Platz

 Rafael Ratti: 30. Platz

 Valerio Leccardi: 50. Platz

### 30 km Skiathlon
| Platz | Sportler          | Land        | Zeit (std) |
| ----- | ----------------- | ----------- | ---------- |
| 1     | Alexander Legkow  | Russland    | 1:17:19,7  |
| 2     | Sergei Schirjajew | Russland    | 1:17:33,6  |
| 3     | Franz Göring      | Deutschland | 1:17:35,6  |
| 4     | Toni Närvaeinen   | Finnland    | 1:18:01,7  |
| 5     | Toni Livers       | Schweiz     | 1:18:11,2  |
| 6     | Maxim Bulgakow    | Russland    | 1:18:17,1  |
| 7     | Giovanni Gullo    | Italien     | 1:18:20,5  |
| 8     | Matthias Beck     | Deutschland | 1:18:29,1  |
| 9     | Nikolai Fokin     | Russland    | 1:18:45,1  |
| 10    | Cyril Miranda     | Frankreich  | 1:18:46,0  |

Datum: 4. Februar 2006

Es waren 60 Teilnehmer am Start.

Weitere Teilnehmer aus deutschsprachigen Ländern:

 Johann Eder: 11. Platz

 Stefan Kirchner: 19. Platz

 Valerio Leccardi: 33. Platz

## Skilanglauf U23 Frauen

### Sprint Freistil
| Platz | Sportler               | Land        |
| ----- | ---------------------- | ----------- |
| 1     | Guro Strøm Solli       | Norwegen    |
| 2     | Walentina Nowikowa     | Russland    |
| 3     | Nicole Fessel          | Deutschland |
| 4     | Petra Markelova        | Tschechien  |
| 5     | Daria Gaiazova         | Kanada      |
| 6     | Kari Vikhagen Gjeitnes | Norwegen    |
| 7     | Alena Procházková      | Slowakei    |
| 8     | Caroline Weibel        | Frankreich  |

Datum: 31. Januar 2006

Es waren 51 Teilnehmerinnen am Start.

Weitere Teilnehmer aus deutschsprachigen Ländern:

 Silvana Buchel: 20. Platz

 Antje Mämpel: 33. Platz

 Michaela Hierschläger: 39. Platz

 Bettina Gruber: 39. Platz

 Antje Dittrich: 41. Platz

### 10 km klassisch
| Platz | Sportler             | Land     | Zeit (min) |
| ----- | -------------------- | -------- | ---------- |
| 1     | Justyna Kowalczyk    | Polen    | 28:07,0    |
| 2     | Irina Artemowa       | Russland | 28:30,9    |
| 3     | Julija Tschekaljowa  | Russland | 28:36,9    |
| 4     | Maria Rydqvist       | Schweden | 28:47,1    |
| 5     | Alena Procházková    | Slowakei | 29:06,3    |
| 6     | Daria Gaiazova       | Kanada   | 29:20,4    |
| 7     | Sara Lindborg        | Schweden | 29:24,7    |
| 8     | Jekaterina Woronzowa | Russland | 29:32,3    |
| 9     | Ellen Sandbakken     | Norwegen | 29:38,9    |
| 10    | Julija Iwanowa       | Russland | 29:44,7    |

Datum: 2. Februar 2006

Es waren 53 Athletinnen am Start.

Weitere Teilnehmerinnen aus deutschsprachigen Ländern:

 Antje Mämpel: 13. Platz

 Antje Dittrich: 15. Platz

 Doris Trachsel: 22. Platz

 Marion Ruf: 23. Platz

 Bettina Gruber: 34. Platz

 Silvana Bucher: 37. Platz

### 15 km Skiathlon
| Platz | Sportler             | Land        | Zeit (min) |
| ----- | -------------------- | ----------- | ---------- |
| 1     | Justyna Kowalczyk    | Polen       | 44:14,7    |
| 2     | Irina Artemowa       | Russland    | 44:41,2    |
| 3     | Julija Tschekaljowa  | Russland    | 44:54,5    |
| 4     | Maria Rydqvist       | Schweden    | 45:22,9    |
| 5     | Daria Gaiazova       | Kanada      | 45:37,6    |
| 6     | Jekaterina Woronzowa | Russland    | 45:38,1    |
| 7     | Ellen Sandbakken     | Norwegen    | 45:41,8    |
| 8     | Irina Terentjeva     | Litauen     | 45:42,2    |
| 9     | Sofia Bleckur        | Schweden    | 45:42,3    |
| 10    | Antje Mämpel         | Deutschland | 45:56,5    |

Datum: 4. Februar 2006

Es waren 46 Teilnehmerinnen am Start.

Weitere Teilnehmerinnen aus deutschsprachigen Ländern:

 Doris Trachsel: 20. Platz

 Marion Ruf: 21. Platz

 Silvana Bucher: 24. Platz

 Antje Dittrich: 33. Platz

## Skilanglauf Junioren

### Sprint Freistil
| Platz | Sportler        | Land        |
| ----- | --------------- | ----------- |
| 1     | Petter Northug  | Norwegen    |
| 2     | Daniel Heun     | Deutschland |
| 3     | Anton Smirnov   | Russland    |
| 4     | Anders Gløersen | Norwegen    |
| 5     | Antti Häkämies  | Finnland    |
| 6     | Jöri Kindschi   | Schweiz     |
| 7     | Thomas Ebner    | Österreich  |
| 8     | Nikolai Morilow | Frankreich  |

Datum: 31. Januar 2006

Es waren 91 Teilnehmer am Start.

Weitere Teilnehmer aus deutschsprachigen Ländern:

 Martin Jäger: 12. Platz

 Stefan Roseberger: 14. Platz

 Eligius Tambornino: 17. Platz

 Mauro Gruber: 23. Platz

 Oliver Wünsch: 27. Platz

 Thomas Rainer: 55. Platz

### 10 km klassisch
| Platz | Sportler            | Land        | Zeit (min) |
| ----- | ------------------- | ----------- | ---------- |
| 1     | Petter Northug      | Norwegen    | 26:33,2    |
| 2     | Martin Jakš         | Tschechien  | 26:58,4    |
| 3     | Dario Cologna       | Schweiz     | 27:53,6    |
| 4     | Stefan Seifert      | Deutschland | 28:08,2    |
| 5     | Ilja Tschernoussow  | Russland    | 28:10,6    |
| 6     | Alexei Poltaranin   | Kasachstan  | 28:16,4    |
| 7     | Keishin Yoshida     | Japan       | 28:17,6    |
| 8     | Eirik Kurland Olsen | Norwegen    | 28:20,9    |
| 9     | Glenn Elvestad      | Norwegen    | 28:30,5    |
| 10    | Nikolai Morilow     | Russland    | 28:37,7    |

Datum: 2. Februar 2006

Es waren 100 Teilnehmer am Start.

Weitere Teilnehmer aus deutschsprachigen Ländern:

 Oliver Wünsch: 27. Platz

 Johannes Dürr: 30. Platz

 Joel Heer: 36. Platz

 Jöri Kindschi: 44. Platz

 Manuel Schnurrer: 46. Platz

 Vitali Schäfer: 65. Platz

 Felizian Herburger: 75. Platz

 Flurin Dermon: 87. Platz

### 20 km Skiathlon
| Platz | Sportler            | Land        | Zeit (min) |
| ----- | ------------------- | ----------- | ---------- |
| 1     | Petter Northug      | Norwegen    | 51:34,3    |
| 2     | Ilja Tschernoussow  | Russland    | 51:39,6    |
| 3     | Martin Jakš         | Tschechien  | 51:45,8    |
| 4     | Eirik Sæves         | Norwegen    | 51:53,5    |
| 5     | Keishin Yoshida     | Japan       | 51:58,1    |
| 6     | Stefan Seifert      | Deutschland | 52:10,5    |
| 7     | Eirik Kurland Olsen | Norwegen    | 52:25,0    |
| 8     | Daniel Heun         | Deutschland | 52:30,5    |
| 9     | Manuel Schnurrer    | Deutschland | 52:30,8    |
| 10    | Maurice Manificat   | Frankreich  | 52:31,3    |

Datum: 3. Februar 2006

Es waren 90 Teilnehmer am Start.

Weitere Teilnehmer aus deutschsprachigen Ländern:

 Dario Cologna: 22. Platz

 Johannes Dürr: 23. Platz

 Joel Heer: 45. Platz

 Vitali Schäfer: 52. Platz

 Roman Lischer: 64. Platz

 Philipp Rüfli: 70. Platz

### 4 × 5-km-Staffel
| Platz | Sportler                                                            | Land        | Gesamtzeit (min) |
| ----- | ------------------------------------------------------------------- | ----------- | ---------------- |
| 1     | Glenn Elvestad Eirik Kurland Olsen Eirik Sæves Petter Northug       | Norwegen    | 47:15,7          |
| 2     | Nikolai Morilow Juri Winogradow Andrei Parfjonow Ilja Tschernoussow | Russland    | 47:30,5          |
| 3     | Aleš Razým Jan Krska Ondřej Horyna Martin Jakš                      | Tschechien  | 47:31,4          |
| 4     | Oliver Wünsch Stefan Seifert Manuel Schnurrer Daniel Heun           | Deutschland | 47:35,8          |
| 5     | Sergei Tscherepanow Puslan Ochilov Ivan Drobyzko Alexei Poltaranin  | Kasachstan  | 48:36,6          |
| 6     | Martti Jylhä Erik Lindroos Lari Lehtonen Antti Häkämies             | Finnland    | 48:45,2          |

Datum: 5. Februar 2006

## Skilanglauf Juniorinnen

### Sprint Freistil
| Platz | Sportler              | Land               |
| ----- | --------------------- | ------------------ |
| 1     | Astrid Jacobsen       | Norwegen           |
| 2     | Natalja Matwejewa     | Russland           |
| 3     | Celine Brun-Lie       | Norwegen           |
| 4     | Charlotte Kalla       | Schweden           |
| 5     | Swetlana Ovchinnikova | Russland           |
| 6     | Eliska Hajkovà        | Tschechien         |
| 7     | Morgan Smyth          | Vereinigte Staaten |
| 8     | Eva Nývltová          | Tschechien         |

Datum: 31. Januar 2006

Es waren 77 Teilnehmerinnen am Start.

Weitere Teilnehmer aus deutschsprachigen Ländern:

 Kerstin Muschet: 10. Platz

 Denise Hermann: 20. Platz

 Franziska Schneider: 22. Platz

 Carolin Haibel: 25. Platz

 Laurien van der Graaff: 26. Platz

 Manuela Rösti: 47. Platz

 Tatjana Stiffler: 50. Platz

### 5 km klassisch
| Platz | Sportler              | Land       | Zeit (min) |
| ----- | --------------------- | ---------- | ---------- |
| 1     | Astrid Jacobsen       | Norwegen   | 13:57,9    |
| 2     | Eva Nývltová          | Tschechien | 14:16,3    |
| 3     | Charlotte Kalla       | Schweden   | 14:30,6    |
| 4     | Barbara Jezeršek      | Slowenien  | 14:40,5    |
| 5     | Eliska Hajkovà        | Tschechien | 14:40,9    |
| 6     | Amanda Ammar          | Kanada     | 14:42,0    |
| 7     | Marte Elden           | Norwegen   | 14:43,9    |
| 8     | Laure Barthélémy      | Frankreich | 14:47,5    |
| 9     | Swetlana Ovchinnikova | Russland   | 14:48,2    |
| 10    | Ingunn Weltzien       | Norwegen   | 14:52,7    |

Datum: 1. Februar 2006

Es waren 82 Athletinnen am Start.

Weitere Teilnehmerinnen aus deutschsprachigen Ländern:

 Laurien van der Graaff: 19. Platz

 Raphaela Sieber: 27. Platz

 Tatjana Stiffler: 35. Platz

 Sabrina Gitschtaler: 42. Platz

 Jennifer Hengst: 47. Platz

 Franziska Schneider: 52. Platz

 Lucy Pichard: 54. Platz

 Iris Toth: 61. Platz

 Johanna Mayrhofer: 69. Platz

### 10 km Skiathlon
| Platz | Sportler                   | Land               | Zeit (min) |
| ----- | -------------------------- | ------------------ | ---------- |
| 1     | Charlotte Kalla            | Schweden           | 29:12,2    |
| 2     | Betty-Ann Bjerkreim Nilsen | Norwegen           | 29:21,8    |
| 3     | Eva Nývltová               | Tschechien         | 29:38,8    |
| 4     | Emma Bergman               | Schweden           | 29:55,8    |
| 5     | Marte Elden                | Norwegen           | 29:55,9    |
| 6     | Anna Hansson               | Schweden           | 29:57,2    |
| 7     | Amanda Ammar               | Kanada             | 30:04,1    |
| 7     | Elizabeth Stephen          | Vereinigte Staaten | 30:04,1    |
| 9     | Anna Simberg               | Schweden           | 30:04,9    |
| 10    | Tatiana Morogova           | Russland           | 30:10,5    |

Datum: 3. Februar 2006

Es waren 77 Teilnehmerinnen am Start.

Weitere Teilnehmerinnen aus deutschsprachigen Ländern:

 Denise Hermann: 29. Platz

 Raphaela Sieber: 37. Platz

 Sabrina Gitschtaler: 48. Platz

 Jennifer Hengst: 49. Platz

 Manuela Rösti: 52. Platz

 Johanna Mayrhofer: 55. Platz

 Elisabeth Kaml: 56. Platz

 Kerstin Muschet: 71. Platz

### 4 × 3,3-km-Staffel
| Platz | Sportler                                                                       | Land               | Gesamtzeit (min) |
| ----- | ------------------------------------------------------------------------------ | ------------------ | ---------------- |
| 1     | Ingunn Weltzien Marit Liland Fredriksen Marte Elden Betty-Ann Bjerkreim Nilsen | Norwegen           | 34:59,0          |
| 2     | Emma Bergman Anna Simberg Anna Hansson Charlotte Kalla                         | Schweden           | 35:04,2          |
| 3     | Nina Ryusina Larissa Shaidurova Tatiana Morogova Swetlana Ovchinnikova         | Russland           | 35:14,6          |
| 4     | Ulla Kiili Tiina Taskinen Noora Virtanen Satu Annila                           | Finnland           | 35:35,7          |
| 5     | Morgan Smyth Sadie Björnsen Alexa Turzian Elizabeth Stephen                    | Vereinigte Staaten | 35:52,8          |
| 6     | Laure Barthélémy Pauline Caprini Anouk Faivre-Picon Solenne Roudot             | Frankreich         | 36:01,5          |

Datum: 5. Februar 2006

## Nordische Kombination Junioren

### Sprint K109/5 km
| Platz | Sportler              | Land        | Punkte | Gesamtzeit (min) |
| ----- | --------------------- | ----------- | ------ | ---------------- |
| 1     | Tom Beetz             | Deutschland | 117,0  | 13:06,3          |
| 2     | Akito Watabe          | Japan       | 127,0  | 13:08,9          |
| 3     | Miroslav Dvořák       | Tschechien  | 120,0  | 13:16,7          |
| 4     | Torkild Rasmussen Aam | Norwegen    | 121,3  | 13:17,5          |
| 5     | Marco Pichlmayer      | Österreich  | 114,0  | 13:36,1          |
| 6     | Rok Rozman            | Slowenien   | 116,4  | 13:42,9          |
| 7     | Stefan Tuss           | Deutschland | 118,2  | 13:48,5          |
| 8     | Anze Obreza           | Slowenien   | 122,9  | 13:48,6          |
| 9     | Anton Kamenew         | Russland    | 121,2  | 13:49,7          |
| 10    | Tomaž Druml           | Österreich  | 111,1  | 13:52,2          |

Datum: 5. Februar 2006

Es waren 58 Teilnehmer am Start.

Weitere Teilnehmer aus deutschsprachigen Ländern:

 Toni Englert: 15. Platz

 Alfred Rainer: 18. Platz

 Tobias Kammerlander: 21. Platz

 Tim Hug: 26. Platz

 Tommy Schmid: 29. Platz

 Kevin Röder: 35. Platz

 Joel Bieri: 38. Platz

### Gundersen (Normalschanze HS 109/10km)
| Platz | Sportler              | Land        | Punkte | Gesamtzeit (min) |
| ----- | --------------------- | ----------- | ------ | ---------------- |
| 1     | François Braud        | Frankreich  | 236,4  | 29:59,9          |
| 2     | Tom Beetz             | Deutschland | 222,3  | 30:47,6          |
| 3     | Miroslav Dvořák       | Tschechien  | 223,5  | 30:50,0          |
| 4     | Tomaž Druml           | Österreich  | 227,5  | 31:09,6          |
| 5     | Torkild Rasmussen Aam | Norwegen    | 230,9  | 31:28,1          |
| 6     | Stefan Tuss           | Deutschland | 233,6  | 31:38,5          |
| 7     | Akito Watabe          | Japan       | 236,9  | 31:41,9          |
| 8     | Toni Englert          | Deutschland | 231,5  | 31:46,7          |
| 9     | Alfred Rainer         | Österreich  | 215,7  | 31:53,8          |
| 10    | Marco Pichlmayer      | Österreich  | 219,8  | 32:00,3          |

Datum: 1. Februar 2006

Es waren 53 Teilnehmer am Start.

Weitere Teilnehmer aus deutschsprachigen Ländern:

 Eric Frenzel: 19. Platz

 Tobias Kammerlander: 21. Platz

 Tommy Schmid: 22. Platz

 Tim Hug: 25. Platz

 Marco Gerber: 40. Platz

 Joel Bieri: 44. Platz

### Mannschaft (Normalschanze HS 105/4 × 5 km)
| Platz | Sportler                                                          | Land        | Punkte | Gesamtzeit (min) |
| ----- | ----------------------------------------------------------------- | ----------- | ------ | ---------------- |
| 1     | Toni Englert Ruben Welde Stefan Tuss Tom Beetz                    | Deutschland | 940,5  | 55:42,3          |
| 2     | Tomaž Druml Tobias Kammerlander Marco Pichlmayer Alfred Rainer    | Österreich  | 903,7  | 55:42,6          |
| 3     | Jonas Nermoen Joakim Aakvik Torkild Rasmussen Aam Thomas Kjelbotn | Norwegen    | 934,4  | 56:12,4          |
| 4     | Anze Obreza Mitja Oranič Rok Zima Rok Rozman                      | Slowenien   | 943,9  | 58:59,4          |
| 5     | Alexey Solovyev Denis Isaykin Iwan Panin Anton Kamenew            | Russland    | 922,5  | 59:23,7          |
| 6     | Martin Skopek Petr Kutal Miroslav Dvořák Lukas Havranek           | Tschechien  | 891,1  | 59:40,6          |

Datum: 3. Februar 2006

## Skispringen Junioren

### Normalschanze
| Platz | Sportler              | Land       | Weite 1 | Weite 2 | Punkte |
| ----- | --------------------- | ---------- | ------- | ------- | ------ |
| 1     | Gregor Schlierenzauer | Österreich | 109,0 m | 105,5 m | 259,6  |
| 2     | Jurij Tepeš           | Slowenien  | 107,0 m | 103,5 m | 249,4  |
| 3     | Andrea Morassi        | Italien    | 105,5 m | 107,5 m | 247,4  |
| 4     | Łukasz Rutkowski      | Polen      | 111,0 m | 102,5 m | 245,8  |
| 5     | Shōhei Tochimoto      | Japan      | 104,0 m | 103,5 m | 244,5  |
| 6     | Kenshirō Itō          | Japan      | 103,0 m | 103,0 m | 241,8  |
| 7     | Mario Innauer         | Österreich | 103,5 m | 103,0 m | 239,7  |
| 8     | Robert Hrgota         | Slowenien  | 102,0 m | 100,0 m | 231,6  |
| 9     | Primož Roglič         | Slowenien  | 098,5 m | 103,5 m | 231,1  |
| 10    | Gregory Baxter        | Kanada     | 099,0 m | 102,0 m | 230,3  |
| 10    | Yūhei Sasaki          | Japan      | 099,5 m | 101,5 m | 230,3  |

Datum: 2. Februar 2006

Es waren 69 Teilnehmer am Start.

Weitere Teilnehmer aus deutschsprachigen Ländern:

 Severin Freund: 13. Platz

 Andreas Wank: 16. Platz

 Thomas Thurnbichler: 21. Platz

 Arthur Pauli: 21. Platz

 Oliver Alberer: 26. Platz

 Tobias Bogner: 28. Platz

 Rémi Français: 33. Platz

 Sebastian Cala: 44. Platz

 Sven Rauber: 45. Platz

### Mannschaftsspringen Normalschanze
| Platz | Sportler                                                                       | Land        | Weite 1                         | Weite 2                         | Punkte |
| ----- | ------------------------------------------------------------------------------ | ----------- | ------------------------------- | ------------------------------- | ------ |
| 1     | Arthur Pauli Thomas Thurnbichler Mario Innauer Gregor Schlierenzauer           | Österreich  | 098,5 m 109,5 m 097,0 m 104,5 m | 098,5 m 090,0 m 103,5 m 108,0 m | 930,6  |
| 2     | Jernej Kosnjek Primož Roglič Jurij Tepeš Robert Hrgota                         | Slowenien   | 099,5 m 107,0 m 102,5 m 097,0 m | 095,5 m 102,0 m 104,0 m 101,5 m | 927,7  |
| 3     | Naoya Toyama Yūhei Sasaki Shōhei Tochimoto Kenshirō Itō                        | Japan       | 096,0 m 105,0 m 099,5 m 093,0 m | 100,0 m 096,0 m 102,5 m 101,5 m | 900,8  |
| 4     | Andreas Wank Tobias Bogner Oliver Alberer Severin Freund                       | Deutschland | 098,5 m 107,0 m 090,0 m 095,0 m | 099,5 m 092,0 m 090,0 m 094,0 m | 838,3  |
| 5     | Andreas Stjernen Eirik Kjelstrup Kim René Elverum Sorsell Atle Pedersen Rønsen | Norwegen    | 098,5 m 099,5 m 092,5 m 095,5 m | 092,5 m 094,5 m 092,5 m 096,5 m | 832,6  |
| 6     | Ville Larinto Jesper Ruuth Sami Niemi Mika Kauhanen                            | Finnland    | 098,0 m 097,0 m 093,0 m 096,5 m | 091,0 m 090,5 m 096,0 m 093,0 m | 813,0  |

Datum: 4. Februar 2006
Weiteres deutschsprachiges Team:
 Schweiz: 13. Platz

## Skispringen Juniorinnen

### Normalschanze
| Platz | Sportler                   | Land               | Weite 1 | Weite 2 | Punkte |
| ----- | -------------------------- | ------------------ | ------- | ------- | ------ |
| 1     | Juliane Seyfarth           | Deutschland        | 109,0 m | 109,5 m | 255,8  |
| 2     | Atsuko Tanaka              | Kanada             | 105,5 m | 095,0 m | 223,4  |
| 3     | Elena Runggaldier          | Italien            | 096,0 m | 100,0 m | 217,8  |
| 4     | Lisa Demetz                | Italien            | 100,0 m | 095,0 m | 216,5  |
| 5     | Roberta D'Agostina         | Italien            | 099,0 m | 098,0 m | 213,1  |
| 6     | Jacqueline Seifriedsberger | Österreich         | 098,5 m | 092,5 m | 210,3  |
| 7     | Eva Logar                  | Slowenien          | 098,5 m | 092,0 m | 206,8  |
| 8     | Abby Hughes                | Vereinigte Staaten | 095,5 m | 092,0 m | 197,5  |
| 9     | Katie Willis               | Kanada             | 092,5 m | 093,0 m | 195,9  |
| 10    | Vladěna Pustková           | Tschechien         | 092,0 m | 093,0 m | 191,0  |

Datum: 5. Februar 2006

Es waren 21 Teilnehmerinnen am Start.

Weitere Teilnehmerinnen aus deutschsprachigen Ländern:

 Melanie Faißt: 11. Platz

 Lisa Rexhäuser: 12. Platz

 Anna Häfele: 15. Platz

 Bigna Windmüller: 18. Platz